# Скальпель, пожалуйста
«Скальпель, пожалуйста» (чеш.  Skalpel, prosím) — чехословацкий фильм 1985 года режиссёра Иржи Свободы.
Врачебная драма по одноимённому роману (1981, перевод на русский язык в 1984 году) Вали Стыбловой — профессора неврологии, заведующей неврологической клиники в Праге. Прототипом главного героя является основатель чехословацкой нейрохирургии профессор Зденек Кунц.

## Сюжет
Фильм рассказывает о трудном решении опытного врача, профессора нейрохирургии (Мирослав Мачечек), который сталкивается с выбором оперировать или не оперировать тяжелого пациента -это маленький мальчик по имени Витек Козел (Якуб Зденек) по прозвищу Узлик, который приходит в клинику со своим дедушкой, лесником по фамилии Узел (Штефан Мишович). У мальчика диагностирована прогрессирующая опухоль, выстилающая желудочки головного мозга эпендимома III степени. Опухоль расположена очень близко к жизненно важным центрам дыхания и сердцу, из-за этого риск хирургического вмешательства слишком высок.
Возможность проведения операции по-разному оценивают его коллеги доцент Кртек (Радослав Бжобохатый), опытный хирург, выступающий против риска, и амбициозная доктор Волейникова (Барбара Брыльска), которая поддерживает проведение операции, но у которой нет нужной квалификации в этой области. Профессору помогают его жена, невролог Йитка (Яна Брейхова), которая работает в той же больнице. Также в это время в клинику госпитализирован Микеш (Радован Лукавский), бывший друг профессора по учебе, который раньше встречался с Йиткой, и ведет ретроспективные диалоги с главным героем.
Сюжет переплетается с несколькими временными плоскостями, в которых зрителю раскрывается прошлое профессора, рабочая среда, функционирование клиники, а также семейное прошлое героя — всё это с точки зрения необходимости принятия трудного решения.
В конце концов профессор и его команда решаются на операцию, которая заканчивается успешно.

## В ролях
- Мирослав Махачек — профессор
- Яна Брейхова — Йитка, жена профессора, невролог
- Барбара Брыльска — доктор Волейникова
- Радослав Брзобогаты — доцент Кртек
- Онджей Павелка — Ондра, сын профессора
- Яна Краусова — Елена Выскочилова, подруга Ондры
- Эмма Черна — Гладка, ассистентка профессора
- Стефан Милович — Йозеф Узел, лесник, отец пациента Узлика
- Радован Лукавский — Микеш
- Франтишек Ржехак — главный врач Румл
- Вацлав Мареш — доцент Ружичка
- Якуб Зденек — Узлик, маленький пациент
- Йозеф Абргам — отец пациентки
- Зора Керова — медицинская сестра
- Станислава Бартошова - невролог
- Святоплук Матыаш - доктор Варачек

## Фестивали и награды
- Главный приз на 37-м Кинофестивале рабочих фильмов в Карловых Варах (1986).
- Участие в основном конкурсе 14-го Московского международного кинофестиваля, где был отмечен специальным призом Союза кинематографистов СССР.
- Фильм был выбран Чехословакией в качестве заявки на 58-ю премию «Оскар» в категории «Лучший фильм на иностранном языке», но не был принят в качестве номинанта.